# Victor Dupont
Pour les articles homonymes, voir Dupont ou Dupond.
Victor François Eugène Dupont, dit Victor Dupont, né à Boulogne-sur-Mer le 12 juillet 1873 et mort à Paris le 7 juillet 1941, est un peintre, aquarelliste, graveur et céramiste français.

## Biographie
Après des études élémentaires classiques, Victor Dupont est admis à l’École municipale de dessin de Boulogne en 1889, en compagnie du peintre de marine Georges Griois et du sculpteur Paul Graf. Il y suit les cours d’Arthur Cloquié, peintre de fleurs et de natures mortes, et des sculpteurs Ernest Péron et Adolphe Thomas (auteur du tombeau de l’historien Ernest Deseille, 1892). Son service militaire achevé (1894-1898), il devient l'élève de Pharaon de Winter et d'Edgar Boutry (1857-1938) à l'école des beaux-arts de Lille. En 1900, il épouse Fernande Jaspard et s'installe à Paris. Il fréquente les grands musées et y admire l’œuvre de Pierre Puvis de Chavannes, Pierre-Auguste Renoir et Paul Cézanne.
Apprécié par Guillaume Apollinaire, pour qui Victor Dupont est un peintre probe et d'une grande noblesse d'inspiration, l'artiste s'installe à l'atelier de la Ruche et expose dès 1903 au salon des indépendants. De 1903 à 1914, Victor Dupont y présentera soixante deux œuvres. En 1904, il débute au Salon d'automne, puis continuera en 1906, 1907, 1913, de 1919 à 1926, et enfin de 1935 à 1941. Il s'associe aux fauves après le Salon d'Automne de 1905. À Montparnasse, il devient l'ami de Paul Deltombe (1878-1971), de Maurice Boudot-Lamotte (1878-1958), d'Émile Schuffenecker (1851-1934) et de Maurice Denis. Il produit essentiellement des marines, des portraits, des scènes d'intérieur, et surtout des paysages très colorés, aux tons flamboyants et aux teintes fauves. Ses oranges et verts chatoyants, très typiques de ses recherches sur la couleur, sont appréciés de la critique et du public. Il expose à la galerie de Charles Vildrac.
Mobilisé en août 1914, il devient camoufleur et laisse du front des aquarelles aux tonalités fauves. Gravement blessé en septembre 1915, il est hospitalisé à Biarritz, où Natalija Obrenović, reine de Serbie, devient sa marraine de guerre. À la fin de l'année 1917, l’État achète pour 500 francs la Petite Allée (85 cm x 105 cm), présentée au Salon d'automne de 1913. À l’issue du conflit, il reçoit la Croix de guerre et une citation.
Après la mort de son ami Guillaume Apollinaire et le retour de la paix, Victor Dupont se replie alors sur les fondements de sa vie : sa famille et la religion. Devenu ami des milieux nationalistes et conservateurs, à l’instar d’Émile Bernard ou de Maurice de Vlaminck, il devient néanmoins l'ami proche de Paul Signac (1863-1935), qui lui donne le siège de vice-président du salon des indépendants. Victor Dupont réalisera plusieurs portraits de Paul Signac. Au milieu des années 1920, Victor Dupont passe ses étés à Auxerre chez son élève Henri Brochet (1898-1952), père du sculpteur François Brochet (1925-2011), et dispense ses conseils à Denis Fernand Py (1887–1949), sculpteur et médailleur, et à Henri Ghéon, poète et peintre. Il se lie d'amitié avec l'organiste Paul Berthier (1884-1953), grand-père de France Gall. À cette époque, il rejoint également les Ateliers d'art sacré et côtoie George Desvallières (1861-1950). Le poète et artiste Tristan Klingsor fait l'éloge d'un Christ en Croix de 1924, « pièce de musée, digne d’être accrochée près de vieux maîtres italiens ».
En marge de ces productions religieuses, Victor Dupont participe en 1926 à la rétrospective « Trente ans d'art indépendant, 1884-1914 », tenue au Grand Palais à Paris, où il accroche six œuvres, dont le Corsage Rouge. En mai-juin 1927, il présente enfin sa première rétrospective à la galerie de la Palette française, boulevard Haussmann à Paris, et propose au public trente et une toiles et dessins représentatifs de son art : des maternités, des vues d’Auvergne et du Pays basque, des scènes religieuses, et des sujets boulonnais. En mars 1929, Victor Dupont participe à l’exposition tenue à la galerie de l’Arc à Paris, consacrée aux portraits de femmes, aux côtés d’œuvres de peintres comme Van Gogh, Toulouse-Lautrec, Renoir, Gauguin, Modigliani ou Odilon Redon. La même année, secondé par son ami le graveur d'art Jean Émile Laboureur il crée l'éphémère salon de l'art français indépendant présidé par le peintre Antoine Villard, en réaction au trop grand nombre d'exposants présents au salon des indépendants, qui durera jusqu'en 1932.
Durant cette période d'entre-deux-guerres, l’artiste participe activement au Salon d’Automne (1919 à 1926, 1932, 1935 à 1938, 1940), où il présente au total trente sept œuvres. Il envoie régulièrement ses tableaux au salon des indépendants (1920 à 1926, 1932 à 1941). En 1925, on lui doit notamment le Portrait de Paul Signac, le président de ce salon d'art.
Victor Dupont est sociétaire du Salon d'automne de 1913, devient commissaire du salon des indépendants de 1920 à 1921, puis président du Salon de l'art français indépendant de 1929 à 1932, et vice-président du salon des indépendants de 1935 à 1940.
En juillet 1941, le monde artistique, le critique d'art Camille Mauclair en tête, est affecté par la disparition de Victor Dupont, ce petit homme élégant à lunettes, la cigarette toujours à la main, ancienne gloire post-impressionniste, qui a animé pendant plus de trente années les grands Salons parisiens. Sa production reste limitée, composée d'environ quatre cents œuvres peintes et d'aquarelles, gouaches, dessins et gravures. Sous l’impulsion de Maurice Boudot-Lamotte, le Salon d’Automne de 1941 lui consacre une rétrospective.
En 2020, le musée départemental du Pas-de-Calais à Étaples (Maison du Port) expose un portrait de sa femme Fernande (Maternité au Berceau, Salon d'Automne de 1904), dans le cadre de son exposition « Intimité(s), Les peintres de la Côte d'Opale », puis en 2021 une Plage, dans le cadre de son exposition « Les Enfants de la Mer »

## Collections publiques
- Beauvais, musée départemental de l'Oise :
  - Le Corsage Rouge (1900)
  - La Vague
  - Les Vagues
  - Nature morte au lilas blanc
  - Maternité (vers 1925)
- Château de Boulogne-sur-Mer : Les Enfants au Chien (1924)
- Paris, anciennement au musée du Luxembourg : Le Petit Violoniste (1922)
- Puteaux, Fonds national d'art contemporain : Vase de Fleurs (1927)
- Saint-Quentin, musée Antoine-Lécuyer : Paysage Boulonnais (1935)
- « Fondation Victor Dupont », conservation de 150 œuvres (peintures, sculptures, aquarelles, dessins, lithographies), documents personnels de l'artiste.

Localisation non identifiée
- La Petite allée
- Christ en croix
- Portrait de Paul Signac